# 沃德尼亞尼

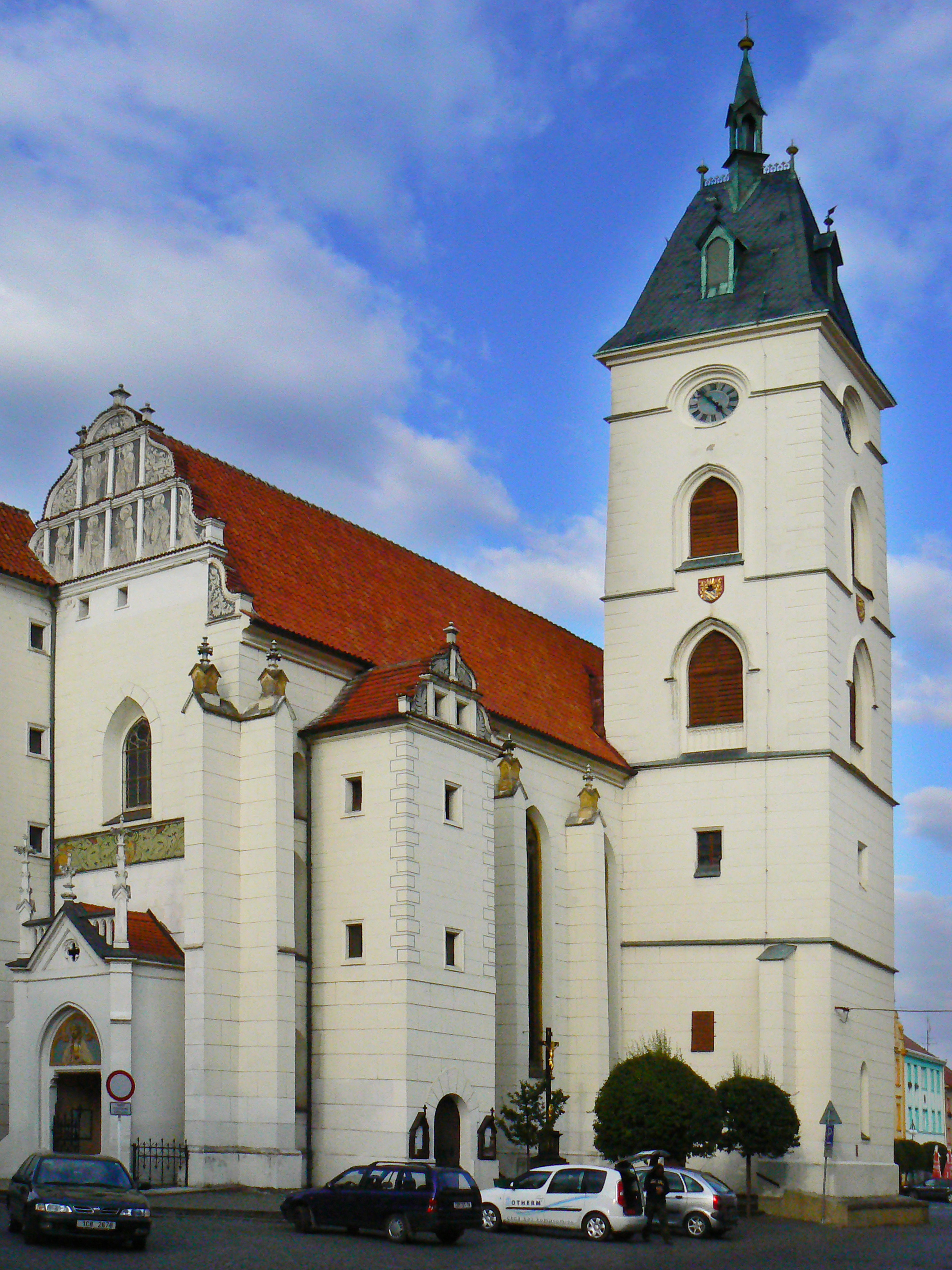

沃德尼亞尼是捷克的城鎮，位於該國西南部布拉尼采河畔，距離捷克布傑約維采29公里，由南波希米亞州負責管轄，面積36.36平方公里，海拔高度398米，2007年人口7,028。

## 外部連結
- Municipal website （页面存档备份，存于） (en, cz, de)
- Portal about Vodňany （页面存档备份，存于） (in Czech)